# Economía de la provincia de León
El PIB total de la provincia de León se cifra, a datos del año 2010, en 9.926'904 millones de euros, con especial incidencia del sector servicios sobre el total.

## Historia económica en elsigloXX
El desarrollo económico de la provincia durante el siglo XX de la provincia ha diferido en ciertos aspectos con el desarrollo vivido por el resto del país.

## Indicadores económicos
| Sector económico               | % sobre PIB total | Empleo  |
| ------------------------------ | ----------------- | ------- |
| Agricultura, ganadería y pesca | 6%                | 15.800  |
| Energía                        | 11%               | 7.200   |
| Industria                      | 11%               | 20.800  |
| Construcción                   | 13%               | 27.200  |
| Servicios                      | 59%               | 133.600 |
| Totales                        | 100% (10.262 M€)  | 204.600 |

Fuente: INE, 2007

## Sectores económicos

### Sector primario

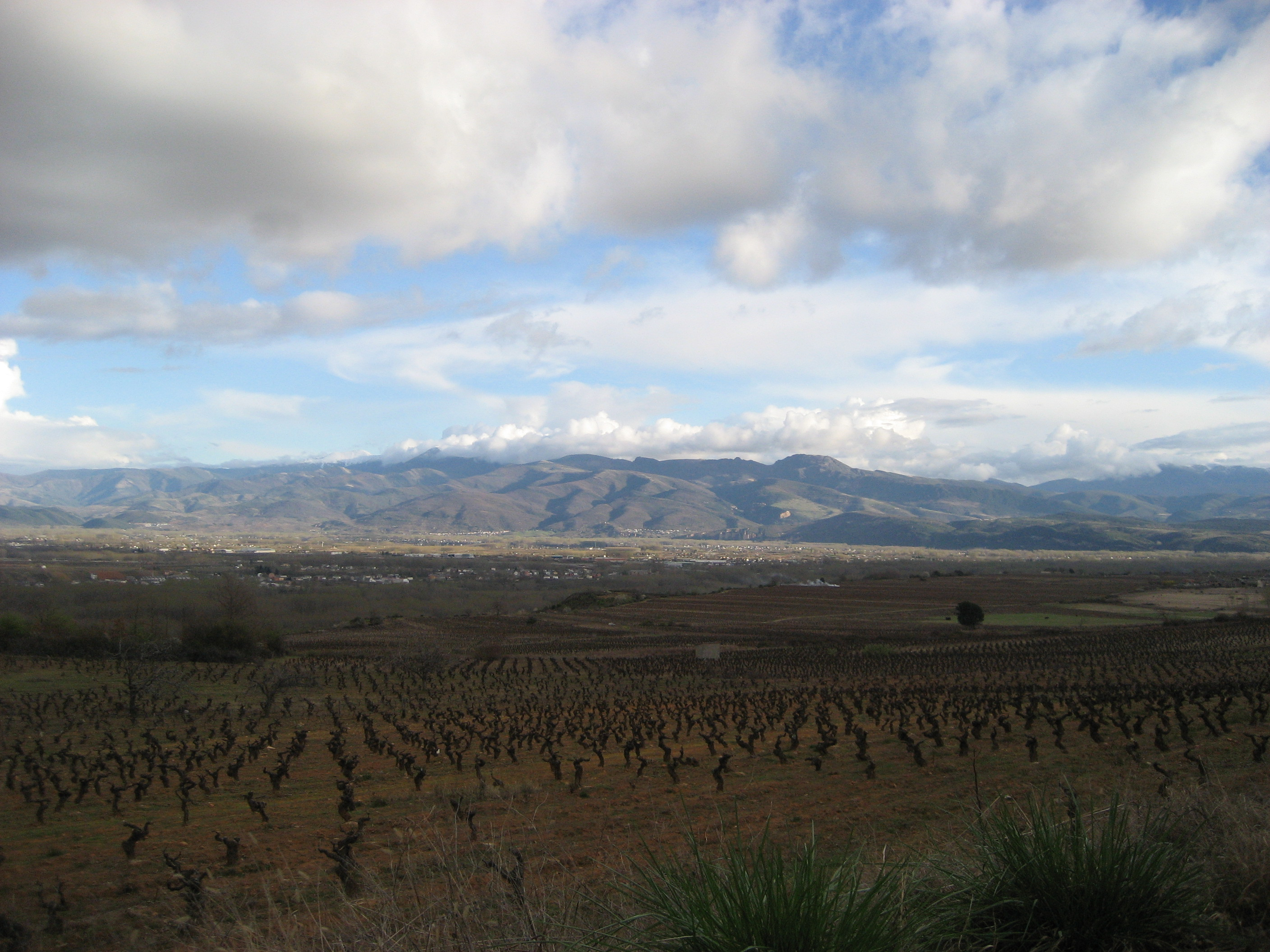
Viñedos pertenecientes a la denominación de origen Bierzo.

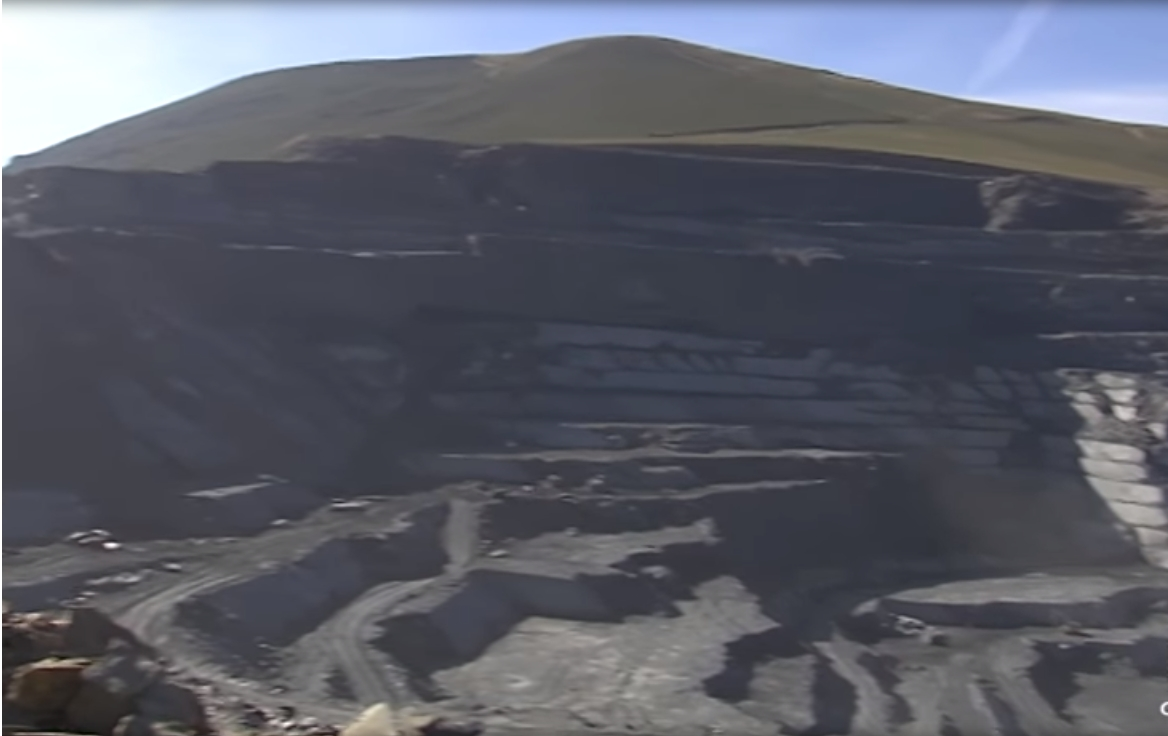
Mina de pizarra a cielo abierto en El Bierzo

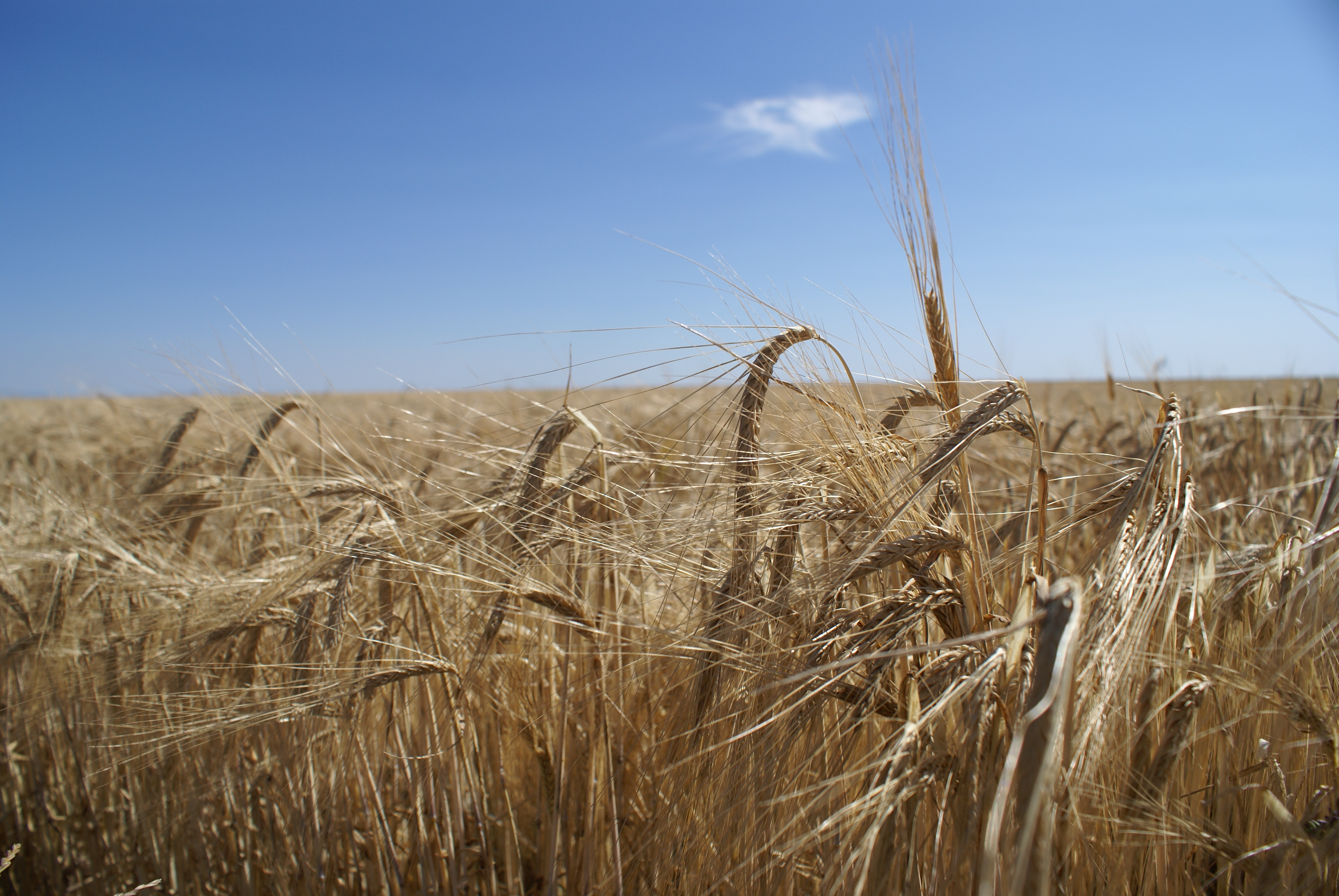
La cebada es el cultivo predominante en las zonas de secano.

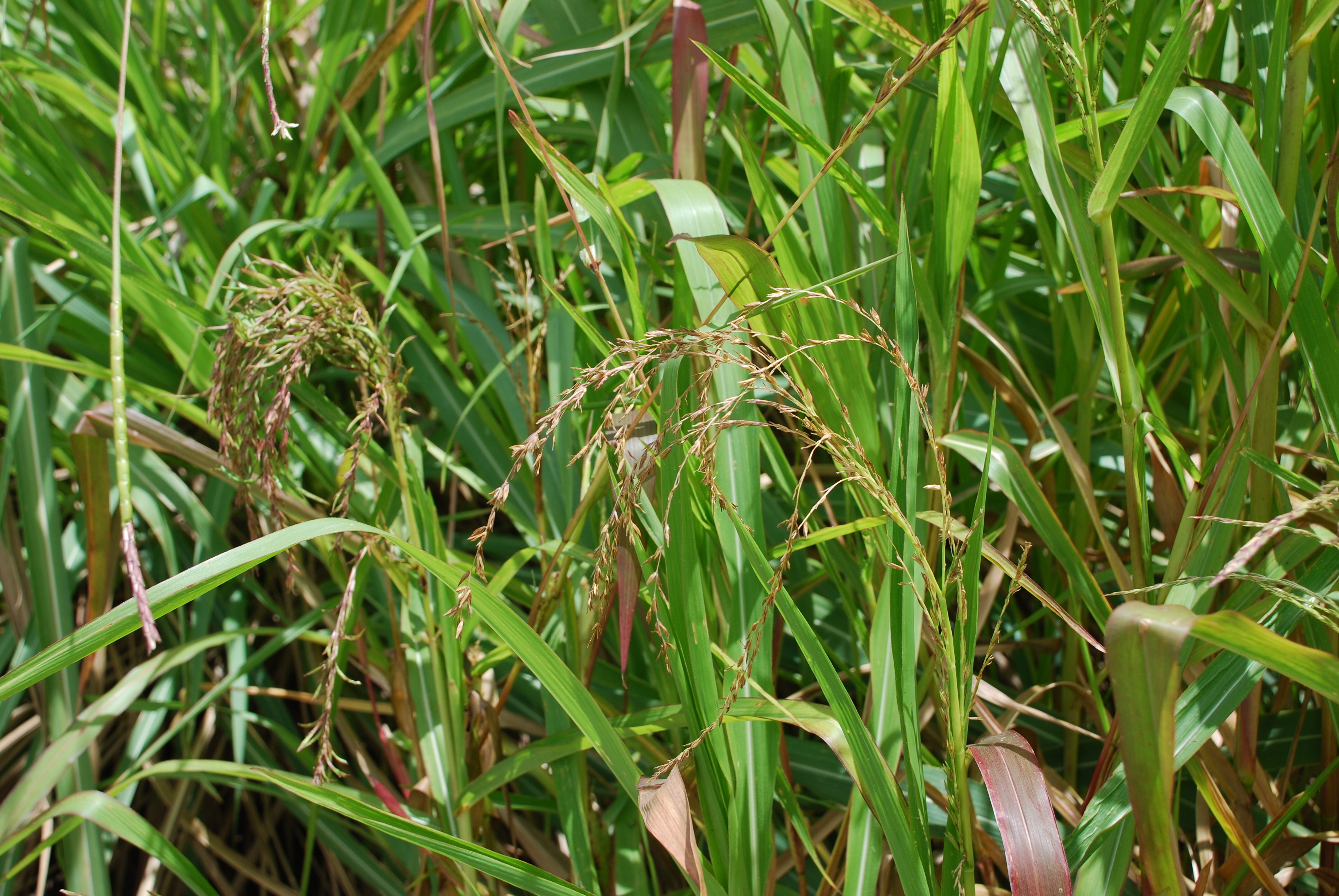
Con la expansión del regadío iniciada en los años 60, el maíz se popularizó rápidamente.

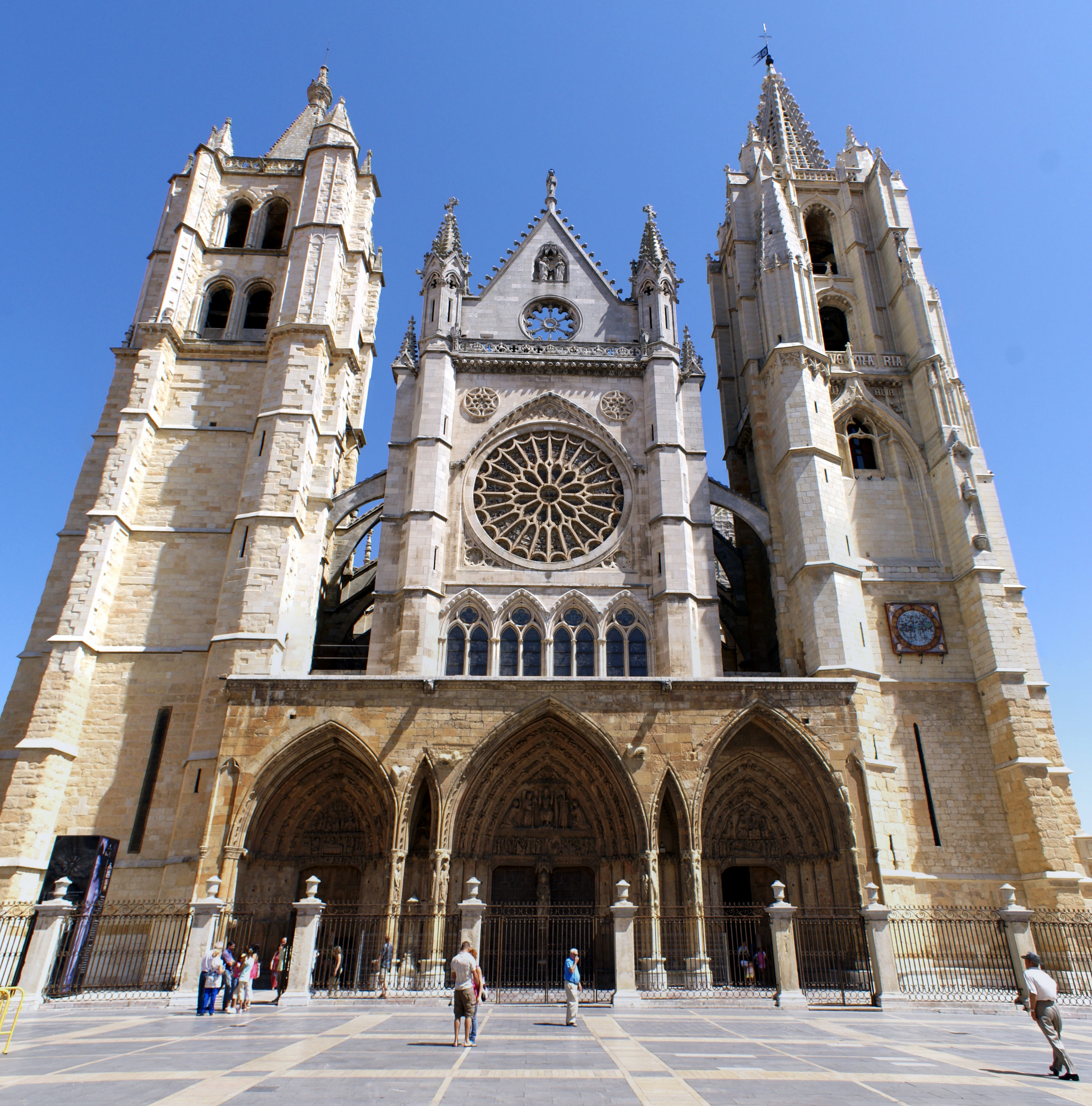
Fachada de la catedral de León. El turismo va ganando cada vez más importancia en la economía leonesa.

La provincia de León cuenta con 1.342.380 hectáreas dedicadas a algún tipo de labor relacionada con el sector primario. De ellas, la mayoría se destinan a pastos, con 701.860 hectáreas, aunque también son importantes las superficies destinadas a cultivos herbáceos, con 341.336 hectáreas y a la plantación de especies forestales, con 199.022. Completan el campo leonés, entre otros, los espacios no agrícolas, con 84.562 hectáreas.
En cuanto al impacto económico que el sector primario tiene sobre la economía leonesa, este cuenta con 149 empresas que emplean a 786 personas, siendo no obstante el número total de trabajadores del sector primario de 9.400 personas a diciembre del 2008. Es decir, el sector primario representa el 1% de las empresas leonesas y al 4,9% de los trabajadores.

#### Agricultura
La superficie labrada en 2009 era de 408.403 hectáreas, de las que 188.405 se encuentran regadas, es decir, el 46,13% del total. El regadío se hace posible gracias a la red de embalses y canales de riego que canalizan las aguas para su aprovechamiento agrícola. Los cultivos herbáceos en el año 1999 según el censo agrario del mismo año representaban 299.425 hectáreas, de las que 99.409 se encontraban regadas, estando el resto en régimen de secano, tras diez años, en 2009, la superficie aumentó a 341.336 hectáreas. 
Los frutales ocupan en 2009 una superficie de 5.571 hectáreas, frente a las 3.709 que ocupaban en 1999. Los viñedos por su parte ocupaban en 2009 9.984 hectáreas frente a las 9.145 que ocupaban en 1999, mejorando también su protección, con la creación de una segunda denominación de origen además de la D.O. Bierzo: Tierra de León.

### Sector terciario

#### Comercio
Comercio exterior
Los principales sectores exportadores de la provincia son los bienes de equipo y el sector de las semifacturas no químicas, que suponen 3 de cada 4 euros que se exportan desde la provincia.